# Культ личности Гейдара Алиева
Ку́льт ли́чности Гейда́ра Али́ева (азерб. Heydər Əliyev şəxsiyyətinə pərəstiş) — возвеличивание политического образа Гейдара Алиева, иногда именуемое как гейдари́зм.
Культ личности Гейдара Алиева — де-факто основа идеологии страны, которую бывший глава администрации президента Рамиз Мехтиев назвал «демократией по-азербайджански». Суть идеологии состоит в том, что: «Гейдар Алиев спас Азербайджан, без него данное государство пропало бы».
В Институте истории Академии наук Азербайджана существует отдел алиевоведения, в котором работает 13 учёных. Отдел был создан согласно распоряжению Президиума Академии наук от 2 апреля 2008 года и изначально функционировал как «Отдел по изучению наследия Гейдара Алиева». С 2010 года отдел называется «Алиевоведение». Отдел занимается изучением жизни и трудов Гейдара Алиева и отбором архивных материалов для двухтомной биографии. На конец февраля 2013 года первый том биографии, описывающий жизнедеятельность Гейдара Алиева в 1993—2003 годах (период президентства), был отправлен в издательство. Второй том, посвящённый подъёму по служебной лестнице КГБ в Азербайджанской ССР и руководству республикой в течение 13 лет, находится в стадии проекта. Оба тома планировалось опубликовать к 90-летию со дня рождения Алиева.

## Проявления культа личности

### Топонимика
Во всех городах Азербайджана центральные проспекты, улицы, а также многочисленные объекты в разных уголках страны названы в честь Гейдара Алиева. По официальным данным, в стране насчитывается около 60 музеев и центров в его честь.
В здании посольства Азербайджана в Москве, где 21 января 1990 года Гейдар Алиев выступил с заявлением по поводу ввода советских войск в Баку, установлен барельеф Алиева в память об этом событии.

### Памятники
Скульптурные памятники Гейдару Алиеву возведены в Азербайджане и других странах мира.
Сооружение памятника бывшего азербайджанского президента в Мехико расценивалось зарубежными средствами массовой информации как попытка правительства Азербайджана «переписать историю деспотической личности, используя глубокие карманы, набитые нефтедолларами». Порой появление монументов Алиева за рубежом вызывало протесты как со стороны местной общественности, так и от представителей азербайджанской оппозиции.
- Памятник Гейдару Алиеву в парке его имени в Баку
- Памятник Гейдару Алиеву в Ленкорани
- Памятник Гейдару Алиеву в Белграде (Сербия)
- Бюст в одноимённом сквере в Тбилиси

### Кинематограф
В 2003 году к 80-летнему юбилею в Азербайджане вышло сразу два художественных фильма, посвящённых Гейдару Алиеву — «Чёрная метка» Вагифа Мустафаева (в главной роли Тадеуш Хук) и «Истина момента» Рамиза Фаталиева (в главной роли Александр Балуев).
Фильм «Завет дружбы», снятый грузинской компанией «Тбилиси Интермедиа».
В 2020 году на экраны вышел телесериал «Магомаев», посвящённый певцу Муслиму Магомаеву. Роль Алиева в сериале сыграл Илья Резник.

### Массовые мероприятия
Начиная с 2000 года ежегодно в Баку в память о Гейдаре Алиеве проводится фестиваль, называемый «Праздник цветов». Праздник начинается 10 мая, в день рождения Гейдара Алиева и длится несколько дней. Традиционно в дни праздника в парке имени Гейдара Алиева перед Центральным банком Республики выставляются красочные композиции из завезённых в страну редких цветов.
C 9 по 13 мая 2012 года в Азербайджане прошла международная велосипедная гонка в категории 2.2, до 23 лет, проводившаяся под эгидой Континентального тура Международного союза велосипедистов (UCI) и посвящённая памяти Гейдара Алиева. Это была первая в истории азербайджанского спорта профессиональная велогонка.